# 商業高等学校
商業高等学校（しょうぎょうこうとうがっこう､Commercial high school）とは、日本の主に経済、ビジネスなどの知識を習得することを目的とする高等学校。狭義には「商業に関する学科」（商業科）を中心に学科が構成されている専門学科ないし専門高等学校を指し、広義には「商業に関する学科」や「商業の課程」が設置されている高等学校全般を指す。

## 概要
商業高校は、経済を含めた社会科学系や情報系に関する教育課程を編成している。平成21年告示された文部科学省高等学校学習指導要領は、令和になり、大幅な改訂がなされている。商業高等学校の授業科目において、2/3は普通科目の授業で、1/3が商業科目である。そして商業科目の教育内容は簿記教育を中心とし、その教育水準は、一般大学における経済学部・商学部・経営学部などのカリキュラムと同水準である。今回の改定については、2022年度入学の高校1年生からが対象となる。文部科学省高等学校学習指導要領（平成 30 年告示）解説商業編において、商業科の目標について「商業の見方・考え方を働かせ，実践的・体験的な学習活動を行うことなどを通して， ビジネスを通じ，地域産業をはじめ経済社会の健全で持続的な発展を担う職業人として 必要な資質・能力を次のとおり育成する。」としている。そして、文部科学省高等学校学習指導要領（平成 30 年告示）解説商業編において、「総合実践」は平成時代の教育よりも現実社会に即した授業となり、たとえば「コンピュータを活用して経営のシミュレーションなどを行う学習活動，株式会社の設立や証券投資に関する学習活動，法人税の申告と納付，消費税の申告と納付，所得税の源泉徴収・納付・年末調整， 住民税の特別徴収・納付など税の手続及び社会保険の手続に関する学習活動，金融機関 における業務を想定した個人資産の運用やコーポレート・ファイナンスに関する学習活動」等を想定明記している。2022年4月からの成年年齢引下げに伴い、2022年4月からの高校学習指導要領改訂が行われ、金融庁が金融教育の拡充を進める目的で令和4年3月17日に高等学校向けに発表した「金融経済教育教材」も教材として使用されるようになった。文部科学省高等学校学習指導要領（平成 30 年告示）解説商業編において、商業科が育成を目指す職業人としては，「例えば，流通業，金融業等を担う人材，製造業，サービス業等様々な業種における販売，仕入，営業，マーケティング，企画，人事，経理，原価管理，情報等の部門に関わる職の担当者などが挙げられる。さらに，商業の学びを継続するなどして公認会計士，税理士，中小企業診断士， 社会保険労務士，ファイナンシャル・プランナー，旅行業務取扱管理者等の資格職に就くこと及び商業の学びを基盤として経験を積み管理的立場の職に就くことも目指している。このほかにも，商業の学びは汎用性の高いものであることから，それを生かすことができる業種や職種には様々なものが考えられる。」としている。教育活動の対象となる専門分野には、さまざまなものがある。例えば経済を主とするものや、情報系、外国語系と多岐に渡る。主に国際経済などの社会科学の知識を身につける他、高校の教科は勿論のこと、資格取得を目指す高校が多いのが特徴で、取得した知識や資格など普通科との差別化を図り、生徒はそれを大学進学などの進路に利用している。特に大学進学に関しては、高い合格率を持つ高校も多く、普通科よりも高い合格率があり、現役大学合格率100%を自負する高校も多い。そのため難関大学に多数の合格数を出している高校もある。さらには一般入試で合格する生徒も増えているのも特徴である。資格取得を目指す高校が多い理由として、商業教育史においては、1873年（明治6年）6月に福澤諭吉が日本初の簿記書である『帳合之法』初編を慶應義塾出版局から出版し簿記講習所を設立して以降、日本国内における創成期の商業学校は、福澤諭吉が設立に関わった商法講習所（現・一橋大学）、三菱商業学校（慶應義塾分校）、慶應義塾出身者が歴代所長をしてきた大阪商業講習所（現・大阪公立大学）が設立され簿記教育が奨励されてきた。『帳合之法』は日本全国の簿記教育で用いられる教科書となる。
そして、日本全国で簿記の普及に係る者の多くが福澤諭吉の薫陶を受けた慶應義塾出身であった。福澤諭吉は1873年11月6日付の初代滋賀県令松田道之宛の書翰にて「日本国中一ヶ所にても真の帳合法を用ひ度、私の素願に御座候」と述べている。滋賀県では後に近江商人の士官学校と称される滋賀県立八幡商業高等学校が生まれる。商業高等学校における在学中一貫した簿記教育(資格取得)を重視する流れは明治期以降の商業教育の伝統による。令和3年5月現在、日本全国で商業学科を設置する学校数のべ599校、商業学科生徒数171,088人、総合学科を設置する学校数のべ381校、総合学科生徒数163,539人が、日々、福澤諭吉の『帳合之法』以来の簿記教育を受けている。福澤諭吉は慶應義塾の目的として「我日本国中に於ける気品の泉源、智徳の模範たらん」と掲げ、福澤諭吉は門下生に対してこの目的を「恰も遺言の如くにして之を諸君に嘱託するものなり」とした。それゆえ、商業教育にかかわる福澤諭吉の門下生は全国の商業学校で礼法等を重んじた。幕末から明治を迎え、士族の子弟が商業学校で学び、商業道徳、士魂商才を育んだ。今日においても、商業高等学校の生徒指導は普通科に比べて、厳格であり、頭髪、服装、所作に気品を求める。商業科目は実学を重視し、福澤諭吉は『帳合之法』と同時期に出版した『学問のすゝめ』の書中で「もっぱら勤むべきは人間普通日用に近き実学なり。譬えば、いろは四十七文字を習い、手紙の文言、帳合いの仕方、算盤の稽古、天秤の取扱い等を心得」とした（『福澤諭吉著作集 第３巻 学問のすゝめ』西川俊作　慶応義塾大学出版会）。現実の生活に役に立つ学問（実学）をまずは身につけることを奨励している。
商業高等学校へ進学する大きなメリットとして、商業分野に関する専門教育（実学：簿記・会計学・基礎法学・経済学・商業科目全般）を早期に受講できる点である。
商業高校や情報高校、商業科・情報科を置いている高校のほとんどが、財団法人 全国商業高等学校協会（全商協会）の会員校となっていることが特徴となっている。各種検定や競技大会は全国商業高等学校協会が主催となっているものが多い。商業に関する学術団体については、1951年4月21日、日本商業学会が慶應義塾大学教授向井鹿松を初代会長として設立された。

## 主な商業高等学校
| 高校名                     | 備考 |
| -------------------------- | --- |
| 兵庫県立神戸商業高等学校   | 日本最古の歴史を有する商業高等学校。福沢諭吉の支援の下、甲斐織衛(慶應義塾出身)を校長として設立された神戸商業講習所を源流とする。 |
| 横浜市立横浜商業高等学校   | 日本で2番目に歴史が古い商業高等学校。神奈川県の公立高校として最古の歴史を有する。明治15(1882年)設立の横浜商法学校が源流である。横浜商法学校設立発起人である馬越恭平が福沢諭吉に三菱商業学校教員美澤進(慶應義塾出身,当時32歳)の招聘を依願し、美澤進が初代校長として41年間勤める。教員は福澤門下が占める。 |
| 新潟県立新潟商業高等学校   | 日本で3番目に歴史が古い商業高等学校。1883年11月18日設立の北越興商会付属新潟商業学校が源流である。尾崎行雄（慶應義塾中退）が主唱した北越商会は後の新潟商工会議所の母体となる。初代校長斉藤軍八郎は後に神戸商業学校（現・兵庫県立神戸商業高等学校）、大阪商業学校（現・大阪府立大阪ビジネスフロンティア高等学校）等勤務を経て下関商業学校（現・下関市立下関商業高等学校）校長となる。                                                               |
| 岡山県立岡山東商業高等学校 | 1880年10月に設立された岡山商法講習所を源流とする。岡山商法講習所の初代所長箕浦勝人（慶應義塾出身）は、近隣県にある神戸商業講習所と兼務した。初代教頭は山本達雄_(政治家)（慶應義塾と三菱商業学校出身、後に43歳で日本銀行総裁となる）が勤める。山本達雄は教頭の後、大阪商業講習所の教頭となった。1882年3月、岡山県商法学校と改称し、1883年3月廃校した。1898年（明治31年）、岡山県商業学校として新たに新設された岡山県を代表する商業高等学校である。 |
| 下関市立下関商業高等学校   | 明治17(1884年)9月に設立された赤間関商法講習所が源流である。赤間関商法講習所は交詢社社員関谷禎造らにより神戸商業講習所に倣って設立された。初代所長は福澤諭吉の従兄弟中村英吉（慶應義塾出身）である。中国地方・四国地方・九州地方・沖縄において、最も古い歴史を有する商業高等学校である。 |

日本全国はもとより、特に、関西以西の商業教育は京都慶應義塾、大阪慶應義塾、徳島慶應義塾等福澤門下が多数商業教育に従事してきた。事例として、関西法律学校（現在の関西大学）初代校主吉田一士は明治義塾（三菱商業学校：慶應義塾分校）監事であった。福沢諭吉の弟子である吉田らが関西の地で関西法律学校を創立した。関西大学商学部は「品格ある柔軟なビジネスリーダーの育成」を教育理念として掲げている。優秀な商業高校生が公募推薦等を利用して進学している。このように、福沢諭吉の唱えた「我日本国中に於ける気品の泉源、智徳の模範たらん」との望みは、品格・気品として日本各地の商業教育機関で承継されている。なお、関西圏の商業教育では、桐原捨三（慶應義塾出身）を校長として設立された大阪商業講習所（現大阪公立大学）を源流とする大阪市立天王寺商業高等学校が統廃合され、商業高等学校の名称が外れ大阪府立大阪ビジネスフロンティア高等学校となった。大阪府立大阪ビジネスフロンティア高等学校は大阪公立大学と教育面での提携等をしている。関東圏では、東京都立商業高等学校が実業学校系のナンバースクール_(旧制中等教育学校・新制高校)の伝統を有する。事例として東京都立第五商業高等学校は一橋大学と教育面での提携等をしている。

### 東京の事例
- 明治期。私学を中心として、商業学校_(近代期) が相次いで設立される[8]。多くの商業学校は第二次世界大戦後に今の商業高等学校の源流となる。事例としては、東京専門学校_(旧制)  （後の早稲田大学）創立委員である矢野龍渓（慶應義塾出身）は錦城商業学校（錦城商業高等学校の母体）を設立する。明治38年（1905年）6月10日、学問の神・菅原道真公を祀った亀戸天神のそばに亀戸実業補習学校（現：江東商業高等学校）が創立される。江東商業高等学校は下町の文教地区に創立された最古の都立商業高校である[注 3]。
- 大正期。公教育として、東京府立商業学校（東京都立第一商業高等学校、天下の一商）を筆頭とする実業学校系のナンバースクール_(旧制中等教育学校・新制高校)や東京市立京橋商業學校（東京都立芝商業高等学校）等が設立される。
- 昭和期。商業高等学校の人気が最盛期を迎える。三大義塾の一つである攻玉社も、昭和期に商業学校（のちに、攻玉社商業高等学校の母体）を有していた。
- 平成期。平成後期には、商業高等学校の人気に陰りがでる。商業高等学校が縮小していく。事例としては、東京府立第二商業学校を源流とする実業学校系のナンバースクール_(旧制中等教育学校・新制高校)である東京都立第二商業高等学校が閉校される。また、東京都立牛込商業高等学校と東京都立池袋商業高等学校は統合し、東京都立千早高等学校が誕生した。東京都教育委員会[注 4]は平成30年7月に商業教育コンソーシアム東京を設置した。高校生版ビジネススクール「東京プランニング・ラボ」（会場：東京都立第四商業高等学校。都立商業高校各校から選抜された生徒が集合し学習する）が始まる。
- 令和。令和の現在、商業高等学校の教育内容は刷新された。社会人として役に立つ商業教育（実学）が行われている。職業教育・就職指導が格段に充実している。事例として、東京都立千早高等学校は「役立つビジネス教育」を唱え、ビジネス科目学術アドバイザーとして税務大学校講師[注 5]を招聘している。東京をはじめとする全国各地の商業高校では、優秀な商業高校の生徒のために、職業教育（英才教育）の一環として税務署へのインターンシップが行われている[注 6]。そして、学習面の充実にとどまらず、例えば東京都立第三商業高等学校ではホテルオークラ東京ベイでテーブルマナー講習を行う等、生徒が社会人としての立ち居振る舞い・品格・気品を備えるように行き届いた教育が行われている。東京都立葛飾商業高等学校は経済産業省中小企業庁の起業家教育支援事業に参加している。東京都教育委員会による学力向上研究校（外部人材を活用することにより、個に応じた学習支援の充実）、習熟度別授業の実施、アクティブ・ラーニング推進、EdTech導入（経済産業省）、RESAS de 地域探究実践校（内閣府）、学習支援クラウドサービス（Classi）の利活用、TOKYO GLOBAL GATEWAYでの体験型英語学習への参加、専門高校海外派遣（東京都教育委員会）の事業開始等が挙げられる。また、大学レベルの第二外国語教育等も開講されるようになってきた[注 7]。都立第五商業高校は中国語、韓国語、フランス語を開講している[注 8]。千早高校はベトナムのベトナム経済法科大学と姉妹校締結をしている。このように、都立商業高校へは優秀な教職員を配置し、極めて質の高い教育が行われている。

### 地方の事例
- 山形県

令和の現在、校舎等のハード面に関し、約105億円の総事業費をかけPFI方式で全面改築を行った商業高校として山形市立商業高等学校がある。日本一の商業高校を目指すことを公式サイトにて掲げている。
| 高校名               | 備考 |
| -------------------- | --- |
| 山形市立商業高等学校 | 1918年（大正7年）創立に当たり、山形銀行の前身である両羽銀行の頭取長谷川吉三郎氏より土地・建物の提供を受ける。山形商業学校初代校長渡辺徳太郎（出身：慶應義塾、高等商業学校（現：一橋大学））。 |

## 校章
校章は各校が自由に定めている。ローマ神話の商業・学術などの神メルクリウス（Mercurius）を用いた校章は、東京高等商業学校（1887年・現一橋大学）が名高い。1888年下関商業高校が、東京大学、一橋大学に次いで、校章を定めた。日本各地にある伝統ある商業高校の校章や商業教育カリキュラム等を見本にして旧制大学や新制大学が出来た。今日でも、名門商業高校の商業教育水準は極めて高く、一般大学を凌駕している。また「士魂商才」から桜を校章にする商業高校も多い。
- 明治期。各地で創立された商業学校_(近代期) (私学では慶應義塾商工学校等)の校章等にさまざまに図案化され、全国へ普及している。
- 昭和期。伝統ある商業学校が商業高校となった際には商業学校の校章をそのまま継承することがある。もっとも、時代により、学校の統合などの影響を受け、校章が変遷していくことは常である。

## おもな設置学科
多くの商業高等学校で設置されている学科には、次のようなものがある。概ね「商業に関する学科」であるが、「#情報処理系」や「#国際経済・商業系」の一部に例外がある。なお、「商業に関する学科」の詳細については「商業 (教科)#商業に関する学科」を参照。また統合により消滅した学科もあるため、主な学科のみを列挙する。

### 総合系
- 商業科
- 総合ビジネス科
- 経営管理科
- ビジネス科学科
- 商業デザイン科
- 経済科
- ソフト経済科
- OAビジネス科

### 情報処理系
- 情報科（「情報に関する学科」として教育課程が編成されている場合[注 9]がある）
- 情報会計科
- 情報処理科
- 情報管理科
- 情報利用技術科
- 経営情報科
- 情報ビジネス科
- ビジネス情報技術科
- 情報システム科
- オフィス情報科
- 情報デザイン科
- 情報経営科
- 情報進学科
- マルチメディア科
- 情報科学科
- 総合情報ビジネス科
- 情報コミュニケーション科
- 情報数理科

### 国際経済系
- 国際経済科
- 国際ビジネス科
- 国際情報科
- 国際会計科
- 国際コミュニケーション科
- 国際マルチメディア科
- 国際情報ビジネス科
- 国際教養科（「英語に関する学科」として教育課程が編成されている場合[注 10]がある）

### 流通系
- 流通経済科
- 生産流通科
- 流通会計科
- 国際流通科
- 情報流通科
- 流通サービス科

### 会計系
- 会計科
- 会計ビジネス科
- 会計OA科
- ビジネス会計科
- 情報会計科
- OA経理科
- 情報事務科
- 会計システム科
- 事務情報科
- マネジメント会計科

### その他特殊な学科
- 単位制商業科
- 社会科学科
- OA秘書科
- 国際観光科
- 生活情報科
- 国際リゾート科
- 商業家庭科
- 企画科
- グローバルビジネス科

## 授業：「総合実践」
「総合実践」とは、この科目は，実務に即した実践的・体験的な学習活動を通して，商業の各分野の学習で身に付けた知識，技術などを基に，ビジネスの実務における課題を発見し，創造的に解決するなど，ビジネスを通じ，地域産業をはじめ経済社会の健全で持続的な発展を担う職業人として必要な資質・能力を一層高めることを主眼としたものである。令和の現在、商業高校では，ビジネスの実務に一層対応できるようにする視点から，地域や産業界等と連携して具体的な実務について理解を深める学習活動を取り入れるなど改善を図った。全国銀行協会等の財界も協力をしている。
明治、大正、昭和、平成、令和と、時代は移り変われども、常に商業教育の花形の科目であり、最終学年において学んできたことすべてを積み重ねる総仕上げの授業として、各校が英知を結集させ独自性を出し、一人ひとりの生徒の商業の才能を引き出し、開花させるものとなっている。我が国の商業教育の歴史の重みと伝統を継承する授業となっている。

## 運動部活動
令和の現在、スポーツ庁は学校教育の一環として行われる運動部活動は、スポーツに親しむとともに、学習意欲の向上や責任感、連帯感の涵養等に資する重要な場であると認識し、スポーツ庁では、運動部活動をより充実させるための取組を行っている。明治期においても、福沢諭吉は学校教育における体育の重要性をいち早く『西洋事情』の中で指摘し、「兎に角身體は人間第一の寶」なのだから「先づ獣身を成して後に人心を養へ」（『福翁百話』)と学校教育におけるスポーツ振興を鼓舞している。福沢が創立に関わった慶應義塾、商法講習所（現：一橋大学）をはじめ日本各地の商業教育機関では運動部の活動が盛んであった。士族の子弟は、商業高校の前身である商業学校で商業道徳（論語と算盤）を学び気品ある所作を身につけ、渋沢栄一が唱える士魂商才の精神の下、文武両道を目指してきた。このような歴史と伝統を踏まえ、今日でも、礼節・礼儀を重んじる剣道、柔道、弓道等の武道は商業高校で一般スポーツ（野球等）と同様に盛んとなっている。

## 日商簿記甲子園
- 2024年度、第1回全国高等学校日商簿記選手権大会（日商簿記甲子園）開催（日本商工会議所日商簿記検定施行70周年記念事業）が開催されるようになった。

## 高大連携
下記事例は参考事例（例示）に過ぎない。現在、全国各地の商業高校で書ききれないほど多くの有意義な取り組みがなされている。
- 会計学分野

地域社会で活躍する職業会計人（税理士や公認会計士、企業会計人）等の高度な会計専門職の人材を育成すること等を目的とする。以下、連携校の中から商業高等学校を抜粋。
| 大学名         | 参加校 |
| -------------- | --- |
| 高崎商科大学   | Haul-Aプロジェクト(Haul-Aプロジェクト協定校・団体（50校・11団体）（※2023年5月1日現在））:青森県立三沢商業高等学校、北海道函館商業高等学校、北海道札幌東商業高等学校、青森県立青森商業高等学校、山形県立酒田光陵高等学校、山形県立上山明新館高等学校、神奈川県立平塚商業高等学校、神奈川県立厚木商業高等学校、埼玉県立大宮商業高等学校、埼玉県立熊谷商業高等学校、埼玉県立深谷商業高等学校、埼玉県立鴻巣高等学校、群馬県立高崎商業高等学校、群馬県立伊勢崎商業高等学校、群馬県立前橋商業高等学校、高崎商科大学附属高等学校、栃木県立足利清風高等学校、甲府市立甲府商業高等学校、長野県辰野高等学校、茨城県立水戸商業高等学校、岐阜県立岐阜商業高等学校、岐阜県立大垣商業高等学校、岐阜県立中津商業高等学校、岐阜県立岐阜各務野高等学校、岐阜県立土岐商業高等学校、岐阜県立武義高等学校、岐阜県立武義高等学校、岐阜県立東濃実業高等学校、岐阜県立益田清風高等学校、岐阜市立岐阜商業高等学校、関市立関商工高等学校、愛知県立岡崎商業高等学校、愛知県立知立高等学校、愛知県立一宮商業高等学校、滋賀県立八幡商業高等学校、奈良県立商業高等学校、兵庫県立姫路商業高等学校、鹿児島市立鹿児島商業高等学校、宮崎県立宮崎商業高等学校、宮崎県立都城商業高等学校、下関市立下関商業高等学校、高知県立大方高等学校、北九州市立高等学校、鹿屋中央高等学校、鹿児島女子高等学校、岡山県立岡山東商業高等学校、熊本県立球磨中央高等学校、佐賀県立佐賀商業高等学校。北海道高等学校長協会商業部会、青森県高等学校商業教育研究会、埼玉県公立商業高等学校長会、岐阜県商業教育研究会、鹿児島県高等学校商業教育協会、岡山県高等学校商業教育協会、広島県商業高等学校協会商業部会、熊本県高等学校教育研究会商業部会、山口県高等学校商業教育部会、愛媛県商業教育研究会。SAH（スーパー・アカウンティング・ハイスクール）：北海道函館商業高等学校、北海道札幌東商業高等学校、青森県立三沢商業高等学校、岐阜県立岐阜商業高等学校、岐阜県立大垣商業高等学校、岐阜県立土岐商業高等学校、岡山県立岡山東商業高等学校、高知商業高等学校、下関商業高等学校、鹿児島商業高等学校。北海道高等学校長協会商業部会、岐阜県商業教育研究会、岐阜県高等学校商業校長会、鹿児島県高等学校商業教育協会。 |
| 福岡大学商学部 | 久留米市立久留米商業高等学校、佐賀県立佐賀商業高等学校、佐賀県立鳥栖商業高等学校、長崎県立佐世保商業高等学校、熊本県立熊本商業高等学校 |
| 千葉商科大学   | 千葉県立千葉商業高等学校 |
| 熊本学園大学   | 熊本県立熊本商業高等学校 |
| 愛知文教大学   | 愛知商業高等学校、一宮商業高等学校、春日井商業高等学校、名古屋商業高等学校 |

- 商学・経営学分野

事例として御存知明治の商科で名声を博している明治大学大学院商学研究科・商学部と商業高校との取り組みが挙げられる。出見世信之（明治大学商学部教授、日本経営学会理事長）の言説（「高大連携の現状と展望」）に詳しい。令和の現在、日本各地の高大連携は多くの成功事例とともに深化している。

## 全商協会大学特別推薦
全国商業高等学校長協会会員校の生徒は特定の大学に推薦されている。商業高校の生徒にとっては卒業生成績優秀者表彰制度等と並び、大変名誉なことである。推薦にあたっては教科「商業」の単位数、学習成績の状況、資格取得等の一定の要件を満たすことが求められる。事例として、福沢諭吉と交代し新紙幣１万円札の顔となった渋沢栄一が創立した東京経済大学を取り上げる。渋沢は士魂商才を唱え、福沢とともに商法講習所（現：一橋大学）を創立する等、今日の商業高校へ通じる商業教育に貢献した。
| 大学名       | 備考 |
| ------------ | --- |
| 東京経済大学 | 大倉商業学校（初代督長（校長）渡辺洪基：慶應義塾出身）を源とし、大倉財閥の庇護の下、新制大学として発足された。東京において、一橋大学、慶應義塾大学等と並び商業教育（簿記・会計学等）の中核をなす伝統校である。 |

## 資格
工業高校と同様に資格の取得に力を入れている学校が多い。全国商業高等学校協会（全商）主催の検定試験の他、日本商工会議所（日商）の認定試験や情報処理関係の国家試験を生徒に受験させている高校もある。これらの資格が就職活動や大学受験（主に推薦入試、AO入試）の際にアピールポイントになることも多い。さらに学習の習熟が進んだ者は国税審議会が行う国家試験である税理士試験や公認会計士・監査審査会が行う国家試験である公認会計士試験を受験している。高い見識と卓越した教育力に基づいた会計教育を全国展開しているプロジェクトとして高崎商科大学と日本商業教育振興会による高大連携事業“Haul-A プロジェクト”が広く知れ渡っている。
文部科学省高等学校学習指導要領（平成30年告示）解説商業編において「商業の学習分野と関連する主な職業資格としては，マーケティング分野については，観光ビジネスに関連するものとしての 旅行業務取扱管理者に関する資格，マネジメント分野については，中小企業診断士，社会保険労務士などに関する資格やファイナンシャル・プランナーに関する試験，会計分野については，公認会計士や税理士に関する資格，ビジネス情報分野については，情報処理技術者に関する国家試験」などが目標として挙げられている。沖縄県立那覇商業高等学校等では資格検定の取得を単位の修得に認めている。伝統校には部活動の一つに簿記部があり、全国簿記競技大会出場等を目指し活動をしている。
商業高校の生徒に人気の高い資格の例を以下に示す。
簿記・会計関係
- 全商簿記実務検定
- 全商珠算・電卓実務検定
- 全商会計実務検定
- 全経簿記能力検定
- 日商簿記検定

情報処理関係
- 全商情報処理検定
- 全商ビジネス文書実務検定
- 情報検定（J検）
- 日商PC検定試験
- 情報処理技術者試験（国家試験）
  - ITパスポート試験
  - 情報セキュリティマネジメント試験
  - 基本情報技術者試験
  - 応用情報技術者試験

ビジネス・経済関係
- 全商商業経済検定
- 全商ビジネスコミュニケーション検定
- ビジネス能力検定ジョブパス（B検）
- 秘書技能検定試験

教養系
- 全商英語検定
- 実用英語技能検定
- 日本漢字能力検定

## 進路

### 就職

#### 税務職員
商業高等学校在学中、簿記部や簿記検定試験等で簿記を身に付けた者の進路としては、税務職員採用試験を経て、税務大学校で学び、国税庁職員となることが最上位の就職先としてあげられる。税務職員採用者は、国税局や税務署において、税のスペシャリストとして法律・経済・会計等の専門知識を駆使し、国税調査官、国税徴収官、国税査察官といった職種に分かれて活躍している。税務職員は国税庁内の本科研修生選抜試験を合格し、研修を修了した場合には、大卒程度(国税専門官)と同等の処遇となる。それ以降の昇進に差異はない。従って、税務職員が就職先として人気の理由は、学歴による差別を受けない能力主義の職場だからである。また、税務大学校での教育内容は商業高校に設置される商業に関する学科の学習範囲と重なる。今日、多くの商業高等学校卒業生が税務大学校で優秀な成績を修め、国税庁幹部として立身出世している。
事例として、横浜市立横浜商業高等学校を挙げる。
大卒となりたい場合には、税務職員として働きながら、夜学、或いは放送大学等の通信教育課程を卒業し、大卒となる。事例としては、慶應義塾大学通信教育課程に関し、卒業生に国税局長等の主要幹部を輩出している。慶應の校友会としては大蔵国税三田会がある。事例として、税務職員試験（税務九州）採用予定70名前後のところ、令和4年度の久留米市立久留米商業高等学校は現役高校3年生のみで26名最終合格者を出している。
| 高校名                       | 備考 |
| ---------------------------- | --- |
| 久留米市立久留米商業高等学校 | 明治29年に信夫淳平（出身校：開成中学校・高等学校、東京高等商業学校（現一橋大学）卒業。外交官、早稲田大学教授）初代校長の下、創立され、浅野陽吉校長（出身校：東京高等商業学校（現一橋大学）卒業。衆議院議員）が校名を高めた。福岡県内で最も長い歴史と伝統を持つ商業高校である。優秀な教職員を擁し、昭和、平成、令和の現在まで、地元福岡国税局の税務行政へ人材を供給している。 |

- 税務職員と公認会計士試験

商業高校の生徒は、商業の学びを継続するなどして、公認会計士の職に就くことも目指せる。公認会計士資格取得のためには、「公認会計士法及び金融商品取引法の一部を改正する法律」（令和４年法律第41号。令和４年５月18日公布）における実務経験（業務補助等）が求められる。
仮に、大企業に入社できたとしても、東大慶應等の有名大卒者との競争の中で、人事配属先として、公認会計士の資格取得のために認められる業務（株式公開準備に関する業務等）へ配属されるかなどは不透明である。また、地方公務員になったとして、都道府県・市区町村において公認会計士の資格取得のために認められる業務への配属も確実性が乏しい。
この点、監査法人入所以外の手段として一番確実な選択として、税務職員採用後、国税局での税務調査に従事することである。そして、商業高校を卒業することは国税庁幹部への登竜門でもある。

#### 公務員
職種としては、国家一般職、裁判所一般職、都道府県職、市区町村職、公立学校事務職、自衛官、消防官、警察官、警察事務職等が挙げられる。商業高校での商業科目の学習経験（法的素養・財務会計の素地、人事労務論、経営理論等）がいずれの職種においても人の上に立つ指導者としての組織管理能力に直結している。また、行政庁の組織内での昇任選考（昇任試験）で出題される基礎的知識（法令等）は商業科目で学ぶことである。それゆえ、組織内で管理職として昇進するうえで大きな土台となっている。事例として、自衛隊について、会計科 (陸上自衛隊)への配属は商業高校を卒業し簿記一級や税理士試験科目合格等を有すると大いに考慮される。

### 大学への進学

#### 概要
- 国家公務員共済組合連合会（KKR）では国家公務員共済組合員向けのサービスとして放送大学へ進学すると学費割引をしている。商業高校卒業後、国家公務員をしながら大卒を目指す勤労学生に有利となっている。
- 大学入学共通テストから「簿記・会計」の出題が、2024年を最後になくなる。総合型選抜による入学者の増加により、大学受験勉強の必要性が低減されているといえる。
- 現代社会では、テレワークなどで在宅勤務が定着している。コロナ禍でも自由にオンラインで大学の授業を受けることができる遠隔教育（通信教育）の学生からの評価と学習効果は顕著である。

#### 夜学
商業高校は地域で活躍する職業人を育成する専門高校である。卒業後すぐに就職をする生徒がいる。したがって、商業高校では社会で役立つ実学を商業科目として講義している。長引く不況下、大学の学費だけは高騰化が著しい。昼間の通学制の大学へ通える家庭の財力がある者だけではない。ヤングケアラー等、様々な事情を抱えながら生活のために働かざるをえない商業高校生徒もいる。そのため、昔から向学心を持ち、昼間は働きながら夜は大学（二部）へ通う勤労学生も多かった。本項目では、勤労学生について取り上げる。

##### 東京の事例
- 昭和期。大手町の金融機関や霞が関の官公庁へ勤務する国家公務員となった商業高校卒業生等を対象として、私立大学の夜間（二部）がある。早稲田大学は明治時代から通信教育を積極的に行い、夜間教育に関しても、主に通学圏内の商業高校卒業生等へ勉学の機会を提供していた[注 17]。慶應義塾大学は、昭和期には既に通信教育課程を擁して全国展開をしていた。なお、慶應義塾は明治期に慶應義塾夜間法律科を擁していたが、後に慶應義塾夜間法律科を母体として専修大学が誕生した。MARCH_(学校)、日東駒専等も夜学と通信教育課程等を開学していた。
- 平成～令和。多くの私立大学が夜間（二部）をやめる。そのため、かつて明治大学や青山学院大学等の夜学へ通っていた勤労学生層(商業高校卒業生等)は放送大学、早慶等の通信制大学へ進学するようになる。一般論として、夜学や放送大学等へ進学するならば、学費、教育の質、生涯獲得賃金等の面からたいへん有利である。

#### 通学制
通常、各校には指定校推薦の定員が用意されており、この制度を利用して大学へ進学する生徒もいる。各校は大学が自校に対して定員を設けるよう、私立大学に依頼したりして、私立大学との関係を強化したりするなどのことを行っている。一般入試で商業高校の生徒に対する優遇制度を実施している私立大学もある。全国の簿記を学ぶ商業高等学校生徒にとっての会計学の最高学府は、福澤諭吉が創立した慶應義塾大学経済学部および商学部である。優秀な商業高校生は商業高校で学んだ会計学を慶應義塾大学等で更に学び公認会計士を目指す。
国語、英語などを必須とし、選択科目から専門科目を選んでの受験が認めている大学もある。また専門学科優遇制度を設けている大学もある。
商業高校に用意される指定校推薦の定員は、主に私立の商学部・経済学部・経営学部・法学部・社会学部といった社会科学系統の学部及び学科が多い｡また公募推薦やAO入試による受験・一般入試を受験するなど、過去の様に「商業高校卒業＝即就職」という状況ではなく、過去の蓄積から「就職にも強く」、進学に十分に対応して学校が増加している｡
また、進学における分野も社会科学系統に拘らず、本人の希望に応じ様々な分野に進学している。
なお近年では商業高校の大幅な見直しと合併が行われ、大学の様々な分野に対応ができる高校が増えており、さらに独学などで一般入試を受けて大学へ進学する生徒がいる。特に英語や国語などに力を入れており、国際化に対応できる人材を育成するための高校が増えてきているのが特徴である。東京都では東京都立千早高等学校を第1号として設置が行われた。
さらに、香川県立高松商業高等学校では数学と情報、経済に力を入れている情報数理科が新設された。数学に力を入れ、理系大学への合格を目指す新型の学科として設置された。
また、近年新型の商業高校を設置することが多くなっており、兵庫県では新たな新商業高校の設置を計画している。
大阪府でも大阪市立大阪ビジネスフロンティア高等学校のように合併が進んでいるのも事実であり、新分野の商業高校の設置が進んでいる。
なお大学進学率は00年から2倍に増加し、20%に急上昇した。一般入試で理系に進学する人も増加しており、今後進学率は高まるとされている。
2013年に東京都において専門学科のアンケートが行われ、2014年から本格的に再編に動き始める予定がなされている。進学率の上昇や、より求められる国際人としての能力を高めるためなどの背景にあるとされている。さらに進学においての姿勢について研究を行っている。
また科目も2013年からマクロ経済学やJavaなどの大学や専門学校で習う内容を学習するようになり、大幅な改定が行われた。また2012年現在の大学進学率は26%と2000年から2.5倍に増加している。
さらには英語などの授業も進学向けの科目が用意され始めるなどと進学に向けて動き出している。以前よりも英語などの教科などが重要になっている。元々通常の専門学科とは違い、外国語の科目を増設することが認められているため、外国語に力を入れている高校も目立ちつつある。教育方針でも国際的、英語やITを重要視する高校もある。

#### 通信制
高等学校卒業後、働きながら大学を卒業する場合は通信教育課程が有利である。学費は通学制大学の数分の一に抑えることができる。たとえば、慶應義塾大学通信教育課程は最短4年で卒業した場合、学費総額860,000円で済む計算となる。当然、慶應義塾大学内でも通学制の学生は通信制の学生の数倍の学費がかかる。通信教育課程へ進学することのメリットは多大な奨学金などの学生ローンを背負うことなく、働きながら進学できる点にある。商業高等学校生徒に人気の通信制大学は放送大学や春秋に書類審査のみで入学できる慶應義塾大学通信教育課程（入学定員文学部3,000名、経済学部4,000名、法学部2,000名）等があげられる。特に、放送大学は高校生が入学する場合、満15歳以上であれば、誰でも選科履修生・科目履修生として入学することができる。したがって、商業高等学校へ入学した後、放送大学学生となり、簿記等の科目の単位習得することが望ましい。通信制大学への進学の際、放送大学の単位習得の状況等を入試時の志望理由書などに学習経験の一端として記載すると書類審査の対象となる。大学によっては編入学等による進学後の単位認定もされる。商業高等学校卒業までに日商簿記2級を取得することが望ましい。大学の通信教育課程（慶應義塾大学通信教育課程経済学部等）で会計学を学ぶ場合、商業高校に設置される商業に関する学科の学習範囲と重なる。会計学、簿記論、原価計算などの科目試験の単位認定レベルは日商簿記２級を想定している。したがって、普通科高校の学生が通信制大学を中退することの原因の多くが日商簿記２級をそもそも習得できないことで挫折する点に対して、商業高等学校の生徒は容易に卒業をしていくこととなる。

## 社会との関わり
- 財務省財務局（『財政教育プログラム』等）、関税局（『税関教室』等）、国税庁（『租税教室』[注 18]、「税に関する高校生の作文」、税務署でのインターンシップ、職場説明会、税務職員が各自の母校の商業高校で行う税務講話等）
- 公正取引委員会（『独占禁止法教室』）
- 外務省（『高校講座』）
- 金融広報中央委員会（事務局：日本銀行情報サービス局）金融教育に関する実践報告コンクール
- 全国高等学校情報処理競技大会
- 全国高等学校ワープロ競技大会
- 学校デパートの開催。

学校デパートの代表事例としては、指宿市立指宿商業高等学校の指宿デパート（全校生徒が出資する株式会社設立等）がある。教職員一同が2022年度の文部科学大臣優秀教職員表彰を受け、高く評価されている。
- 全国産業教育フェア
- 全国高等学校簿記競技大会
- 全国高等学校ビジネス計算競技大会
- 全国商業高等学校英語スピーチコンテスト
- 全国高等学校生徒商業研究発表大会
- 福澤諭吉記念全国高校弁論大会（中津市主催、慶応義塾共催）
- 全国商業高校Webアプリコンテスト[注 19]（後援：公益財団法人全国商業高等学校協会、女子大生ICT駆動ソーシャル・イノベーションコンソーシアム）
- 商業高校フードグランプリ（伊藤忠食品主催）[注 20]